# Opinião
Opinião fue un espectáculo musical dirigido por Augusto Boal y producido por Teatro de Arena junto con los miembros del Centro Popular de Cultura de la UNE, institución declarada ilegal por el régimen militar. recientemente instaurado en Brasil
El reparto de artistas estuvo formado por Nara Leão (reemplazada después por Maria Bethânia), João do Vale y Zé Kéti. Los cantautores interpretaban piezas musicales referentes a la situación social del país. El guion estuvo a cargo de Armando Costa, Oduvaldo Vianna Filho y Paulo Pontes.
El concierto tuvo lugar el 11 de diciembre de 1964 (a los pocos meses del golpe de Estado) en el teatro del Shopping Center Copacabana en Río de Janeiro.
El programa pasó a ser considerado un referente en la denominada "música protesta" y es considerada parte de la historia musical de Brasil.